# José Ilson dos Santos
José Ilson dos Santos (sinh ngày 28 tháng 11 năm 1975) là một cầu thủ bóng đá người Brasil.

## Sự nghiệp câu lạc bộ
José Ilson dos Santos đã từng chơi cho Gamba Osaka.

## Thống kê câu lạc bộ

### J.League
| Đội         | Năm       | J.League | J.League | J.League Cup | J.League Cup | Tổng cộng | Tổng cộng |
| Đội         | Năm       | Trận     | Bàn      | Trận         | Bàn          | Trận      | Bàn       |
| ----------- | --------- | -------- | -------- | ------------ | ------------ | --------- | --------- |
| Gamba Osaka | 1999      | 14       | 3        | 0            | 0            | 14        | 3         |
| Tổng cộng   | Tổng cộng | 14       | 3        | 0            | 0            | 14        | 3         |